# Velika loža Srbije 1919
Velika loža Srbije (srp. Велика ложа Србије), skraćeno VLS, odnosno Velika loža Srbije Škotskog reda drevnog i prihvaćenog (Велика ложа Србије Шкотског реда древног и прихваћеног), je tradicionalna slobodnozidarska velika loža u Srbiji. Osnovana je 2015. godine.

## Povijest
Pod zaštitom Velike lože Jugoslavije, između ostalih, u Beogradu su osnovane Loža "Pobratim" (1989.) i Loža "Đorđe Weifert" (1996.). Izdvajanjem članova u rujnu 1997. godine godine formira se Velika nacionalna loža Jugoslavije i preuzima zaštitu ovih dviju beogradskih loža. Novonastala velika loža će u godina koje sljede formirati još dvadesetak loža među kojima su i Loža "Sveti Sava" u Beogradu (osnovana u prosincu 1998. godine, pa ugašena 2006. da bi bila obnovljena pet godina kasnije), Loža "Dositej" u Novom Sadu (2001.), zatim Loža "Svjetlost Balkana" (2001.) i Loža "Mudrost" (2006.) u Beogradu. Velika nacionalna loža Jugoslavije od 2006. godine radi pod nazivom Velika nacionalna loža Srbije.
Šest spomenutih loža, kao i drugi članovi Velike nacionalne lože Srbije izdvajau se i u Beogradu 5. prosinca 2015. godine formiraju novu veliku ložu, Veliku ložu Srbije.
Velika loža Srbije je potpisala povelje o prijateljstvu s drugim srbijanskim velikim ložama, i to s Velikom duhovnom ložom slobodnih zidara Srbije "Sub Rosa" (2017.) i Tradicionalnom velikom masonskom ložom Srbije (2019.). U siječnju 2020. godine u Chandigarhu potpisala je i povelju s Velikom ujedinjenom ložom Indije.
Loža "Svjetlost Balkana" je premještena u Prijepolje. U Beogradu je 2019. godine formirana nova loža, Loža "Feniks", dok je u Šabcu u studenom 2023. godine osnovana Loža "Kod devet direka".
Godine 2024. ugašena je Loža "Sveti Sava", dok je primljena pod okrilje Loža "Dimitrije Mitrinović", obje u Beogradu.

## Ustroj
Sjedište Velike lože Srbije je u Beogradu. Službeni naziv udruge je Velika loža Srbije 1919.

### Lože
U kolovozu 2024. godine u sastavu ove velike lože nalazi se osam masonskih loža, od toga četiri u Beogradu, te po jedna u Novom Sadu, Prijepolju i Šabcu:
- Loža "Pobratim" (Ложа "Побратим") br. 1, Beograd – nosi naziv po beogradskoj loži utemeljenoj 1891. godine.
- Loža "Đorđe Weifert 5995" (Ложа "Ђорђе Вајферт 5995") br. 2, Beograd – nosi naziv po bankaru i masonu Đorđu Weifertu, prvom velikom majstoru Velike lože "Jugoslavija".
- Loža "Dositej" (Ложа "Доситеј") br. 4, Novi Sad – nosi naziv po prosvjetitelju i masonu Dositeju Obradoviću, kao i po loži utemeljenoj 1922. godine u Zemunu.
- Loža "Svjetlost Balkana" (Ложа "Светлост Балкана") br. 5, Prijepolje – nosila naziv po beogradskoj loži utemeljenoj 1876. godine.
- Loža "Mudrost" (Ложа "Мудрост") br. 6, Beograd
- Loža "Feniks" (Ложа "Феникс") br. 8, Beograd – nosi naziv po mitološkom biću feniks.
- Loža "Kod devet direka" (Ложа "Код девет дирека") br. 9, Šabac – nosi naziv po istoimenoj, ujedno i najstarijoj, šabačkoj kavani koja radila je od 1864. do 1928. godine.[10]
- Loža "Dimitrije Mitrinović" (Ложа "Димитрије Митриновић") br. 10, Beograd – nosi naziv po filozofu i piscu Dimitriju Mitrinoviću; osnovana je 2015. godine pod zaštitom Velike duhovne lože Srbije "Sub Rosa".

U okviru ove velike lože djelovale su i:
- Loža "Sveti Sava" (Ложа "Свети Сава") br. 3, Beograd – nosila naziv po arhiepiskopu i princu Svetom Savi.
- Loža "Svitanje" (Ложа "Свитање") br. 7, Bijeljina[4] – nosila naziv po svitanju.

### Uprava
Velikom ložom Srbije upravlja veliki majstor koji se bira na trogodišnje razdoblje. Dosadašnji veliki majstori su:
1. Zoran Knežević (2015. – 2022.)
2. Veka Radonjić (od 2022.)

### Obred
Primarni obred Velike lože Srbije je Drevni i prihvaćeni škotski obred. Velika loža upravlja simboličkim stupnjevima plave lože (učenik, pomoćnik i majstor) i delegira upravljanje visokim stupnjevima na dodatna tijela i redove.

## Pridružena tijela i redovi
Upravljanje visokim stupnjevima Velika loža Srbije provodi kroz pridružena tijela i redove od kojih svaki predstavlja jedan obred a na temelju potpisanih konkordata.
- Vrhovni savjet Srbije (srp. Врховни савет Србије) – nadležan za rad Drevnog i prihvaćenog škotskog obreda.

### Škotski red
Vrhovni savjet Srbije je dodatni red nadležan za visoke stupnjeve Škotskog obreda. Uspostavljen je 2015. godine sa sjedištem u Beogradu. Veliki zapovjednik je Nebojša Atanacković.

## Vanjske poveznice
- Službena stranica